# Joanna Newsom

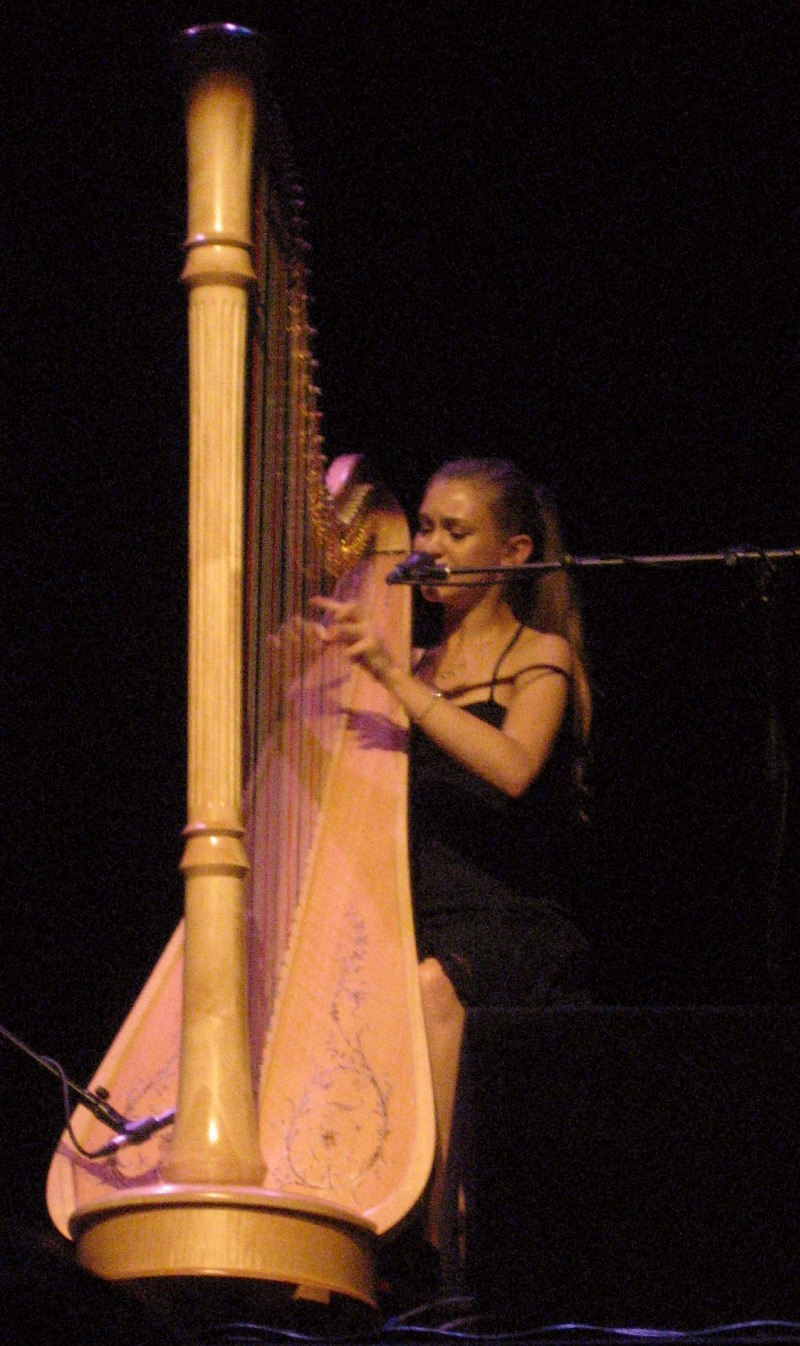
Liveauftritt in München, 2007

Joanna Caroline Newsom (* 18. Januar 1982 in Nevada City, Kalifornien) ist eine US-amerikanische Singer-Songwriterin, Harfenistin und Pianistin.

## Biografie
Newsom studierte Musik und kreatives Schreiben am Mills College in Oakland, nahe San Francisco. Seit ihrem siebten Lebensjahr spielt sie Harfe.
Nachdem sie u. a. bei den Gruppen Golden Shoulders und The Pleased Keyboard gespielt hatte, begann sie 2002, zu ihrem Harfenspiel zu singen.
Mit ihren Liedern wurde Newsom bald zu einer der bedeutendsten Vertreterinnen jener Folk-Bewegung in den USA, die als New Folk, Psychedelic Folk, New Weird America oder Freak Folk bekannt ist. In ihren Kompositionen vereint sie unterschiedliche Musikrichtungen, wie Appalachen-Folk, Indie-Rock und klassische Musik.
Neben ihrem gefühlvollen Harfenspiel und ihren lyrisch gehaltvollen Texten fällt die sensible Interpretation ihrer Lieder auf. Ihre hohen Stimmlage sowie ihr Timbre wurde in einigen Rezensionen als „kindlich“ bezeichnet.
Zwölf ihrer Kompositionen veröffentlichte sie 2004 auf ihrem Album The Milk-Eyed Mender, das von der Musikkritik gelobt und von Hörern unterschiedlichster Stile entdeckt wurde.
Im November 2006 erschien Newsoms zweites Studioalbum Ys. Die beiden Buchstaben Y und S kamen als Thema lediglich in einem Traum Newsoms vor, erinnern aber an die mythische Stadt Ys in der Bretagne. Das von Steve Albini produzierte und von Van Dyke Parks orchestrierte Album enthält in über 55 Minuten fünf lange Stücke. Newsom verarbeitete darin schwerwiegende persönliche Erlebnisse und Schicksalsschläge. Diese Geschichten sind in den Liedtexten chiffriert, kommen jedoch auch durch die Musik zum Ausdruck. Ys erhielt große Aufmerksamkeit, sowohl im deutschen Feuilleton als auch in der Musik- und Internetpresse, die das Album mit Höchstwertungen bedachte.
Im Februar 2010 veröffentlichte Newsom mit dem Dreifachalbum Have One on Me ihr drittes Studiowerk, mit dem sie erstmals Top-40-Platzierungen in Europa erlangte.
2014 spielte Newsom die Rolle der „Sortilege“ in der Thomas-Pynchon-Verfilmung Inherent Vice.
Am 23. Oktober 2015 erschien ihr neues Album Divers auf CD und LP.

## Privatleben
Zwischen 2004 und 2007 war Joanna Newsom mit dem Folk-Sänger Bill Callahan liiert, der auf ihrem Album Ys beim Lied Only Skin als Gastsänger mitwirkte. Ab 2008 war Newsom in einer Beziehung mit dem Schauspieler Andy Samberg, das Paar heiratete am 21. September 2013 in Big Sur, Kalifornien. 2017 wurde ihre gemeinsame Tochter geboren, und im Februar 2023 berichtete der befreundete Komiker und Schauspieler Jorma Taccone in der Tonight Show, dass das Paar ein zweites Kind bekommen habe.
Joanna Newsom ist eine Cousine zweiten Grades von Gavin Newsom, dem derzeitigen Gouverneur von Kalifornien und ehemaligen Bürgermeister von San Francisco.

## Kritische Haltung zu Spotify
Newson ist eine von wenigen Künstlerinnen, deren Musik bewusst nicht auf Spotify verfügbar ist. Sie begründet ihre Ablehnung des Streaming-Dienstes mit einer grundsätzlichen Kritik an dessen Geschäftsmodell. In einem Interview mit der Los Angeles Times bezeichnete sie die Plattform als „zynisches, musikerfeindliches System“ und verglich sie mit einer „schurkischen Kabale großer Labels“, die gezielt Mechanismen etabliert habe, um eine angemessene Vergütung der Künstler zu umgehen. Diese Haltung speist sich aus ihrer Überzeugung, dass die strukturelle Ausrichtung von Spotify die Entwertung musikalischer Arbeit begünstigt.

## Diskografie

### Alben
- 2004 – The Milk-Eyed Mender
- 2006 – Ys
- 2010 – Have One on Me (3 CDs)
- 2015 – Divers

### Mini-Alben
- 2002 – Walnut Whales
- 2003 – Yarn and Glue
- 2007 – Joanna Newsom & the Ys Street Band

## Bekannte Lieder
- Sprout and the Bean
- Sadie
- The Book of Right-On
- En Gallop
- Clam Crab Cockle Cowrie
- Bridges and Balloons
- Peach, Plum, Pear
- Flying a Kite